# Adam Fantilli
Adamo Giuliano „Adam“ Fantilli (* 12. Oktober 2004 in Toronto, Ontario) ist ein kanadischer Eishockeyspieler, der seit Juli 2023 bei den Columbus Blue Jackets in der National Hockey League unter Vertrag steht. Die Jackets hatten den Center im NHL Entry Draft 2023 an dritter Position ausgewählt. Mit der kanadischen Nationalmannschaft gewann er die Goldmedaille bei der Weltmeisterschaft 2023.

## Karriere
Adam Fantilli, der italienische Wurzeln hat, wurde in Toronto geboren und wuchs in dessen Vorort Nobelton auf. In der Jugend spielte er auch im Großraum Toronto für lokale Juniorenteams, jedoch nahm er im Verlauf einen für kanadische Eishockeyspieler eher unüblichen Weg, der ihn letztlich nicht in die Ontario Hockey League (OHL), sondern die USA führte. Dort besuchte er im Spieljahr 2019/20 die Kimball Union Academy, eine Privatschule in New Hampshire, und wechselte schließlich zur Saison 2020/21 zu den Chicago Steel in die United States Hockey League (USHL), die ranghöchste Juniorenliga der Vereinigten Staaten. Dort erzielte der Center 36 Scorerpunkte in 49 Partien, sodass man ihn ins USHL All-Rookie Second Team wählte. Zudem gewann er mit den Steel direkt in seinem ersten Jahr die Playoffs der USHL um den Clark Cup, woran er mit neun Punkten in acht Spielen maßgeblich beteiligt war und daher auch als Playoff-MVP geehrt wurde. Zur Saison 2021/22 steigerte er seine persönliche Statistik deutlich auf 74 Punkte aus 54 Spielen, sodass man ihn ins USHL First All-Star Team berief.
Im weiteren Verlauf schrieb sich Fantilli zur Spielzeit 2022/23 an der University of Michigan ein, wo er fortan für deren Eishockeyteam, die Wolverines, in der Big Ten Conference auflief, einer Liga im Spielbetrieb der National Collegiate Athletic Association (NCAA). Dort verzeichnete der Angreifer eine herausragende erste Saison, die er mit 65 Punkten in nur 36 Partien beendete. Damit wurde er nicht nur bester Scorer, sondern auch bester Torschütze (30) der gesamten NCAA, während er mit den Wolverines die Meisterschaft der Big Ten Conference gewann. Demzufolge ehrte man ihn am Saisonende als Rookie des Jahres der Big Ten, vor allem aber auch mit dem Hobey Baker Memorial Award als bester College-Spieler des Landes. Der Kanadier wurde dabei zum erst dritten Freshman nach Paul Kariya (1993) und Jack Eichel (2015), dem diese Ehre zuteilwurde.
Nach diesen Erfolgen galt Fantilli als einer der vielversprechendsten Spieler im anstehenden NHL Entry Draft 2023, in dem er letztlich an dritter Position von den Columbus Blue Jackets ausgewählt wurde. Diese statteten ihn im Juli 2023 mit einem Einstiegsvertrag aus, bevor er im Oktober 2023 sein Debüt in der National Hockey League (NHL) gab. Von seiner Debütsaison verpasste er allerdings knapp die Hälfte aufgrund einer Verletzung, sodass er die Spielzeit mit 27 Scorerpunkten in 49 Einsätzen beendete.

### International
Erste internationale Erfahrungen sammelte Fantilli bei den Olympischen Jugend-Winterspielen 2020, wo er mit der kanadischen Auswahl die Bronzemedaille gewann. Es folgte ein fünfter Platz bei der U18-Weltmeisterschaft 2022, bevor der Center im Jahre 2023 sowohl bei der U20-Weltmeisterschaft als auch bei der Herren-Weltmeisterschaft die Goldmedaille errang.

## Erfolge und Auszeichnungen
| - 2021 Clark-Cup-Gewinn mit den Chicago Steel - 2021 MVP der USHL-Playoffs - 2021 USHL All-Rookie Second Team - 2022 USHL First All-Star Team | - 2023 Meisterschaft der Big Ten Conference mit den Michigan Wolverines - 2023 Hobey Baker Memorial Award - 2023 Rookie des Jahres der Big Ten Conference |

### International
- 2020 Bronzemedaille bei den Olympischen Jugend-Winterspielen
- 2023 Goldmedaille bei der U20-Weltmeisterschaft
- 2023 Goldmedaille bei der Weltmeisterschaft

## Karrierestatistik
Stand: Ende der Saison 2024/25

### International
Vertrat Kanada bei:
| - Olympischen Jugend-Winterspielen 2020 - U18-Weltmeisterschaft 2022 - U20-Weltmeisterschaft 2023 | - Weltmeisterschaft 2023 - Weltmeisterschaft 2025 |

(Legende zur Spielerstatistik: Sp oder GP = absolvierte Spiele; T oder G = erzielte Tore; V oder A = erzielte Assists; Pkt oder Pts = erzielte Scorerpunkte; SM oder PIM = erhaltene Strafminuten; +/− = Plus/Minus-Bilanz; PP = erzielte Überzahltore; SH = erzielte Unterzahltore; GW = erzielte Siegtore; 1 Play-downs/Relegation; Kursiv: Statistik nicht vollständig)